# Vitex
Vitex este un gen de plante din familia  Verbenaceae.

## Specii
Cuprinde circa 218 de specii, printre care:

## Selected species

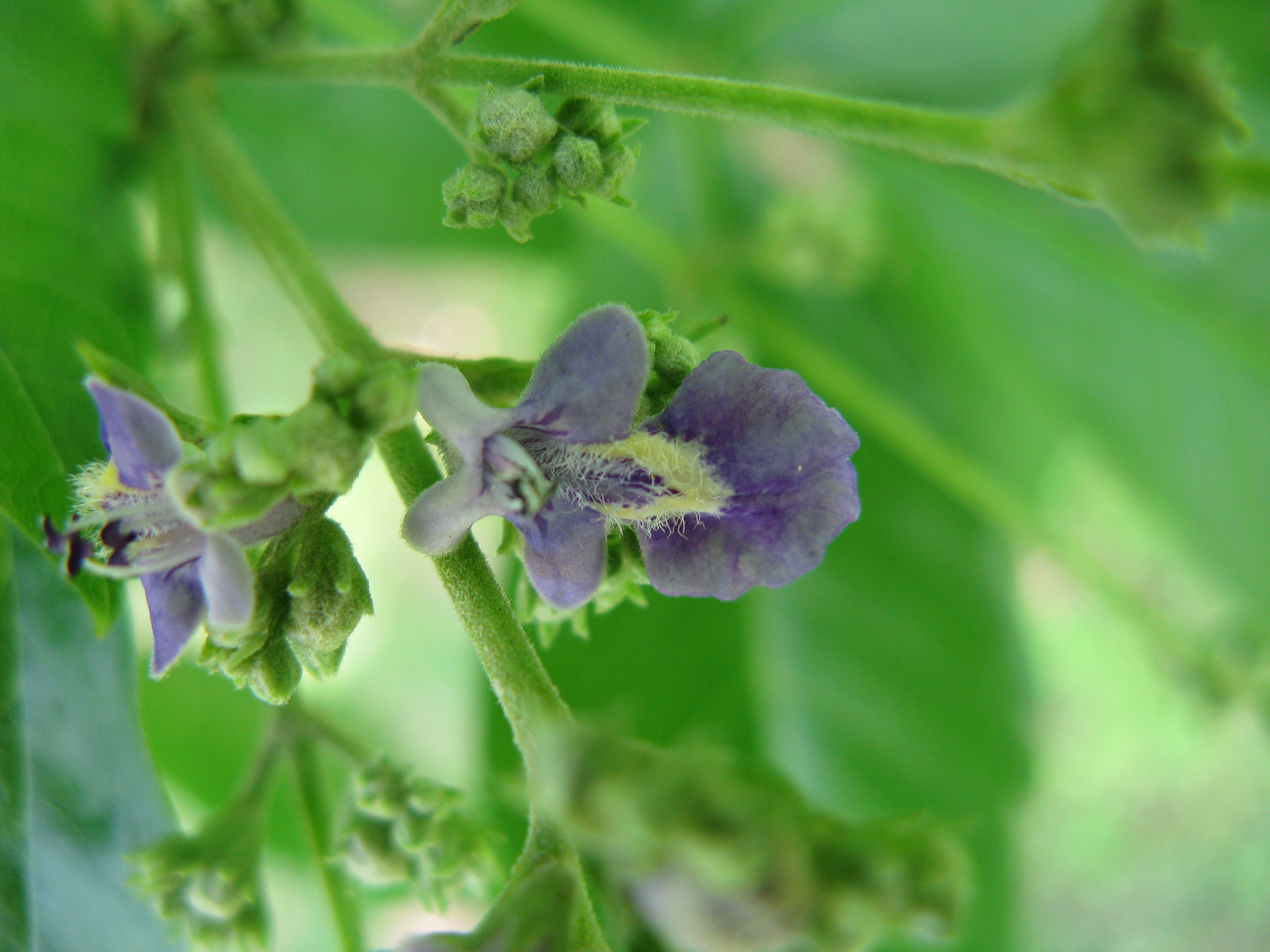
Vitex cannabifolia, flori

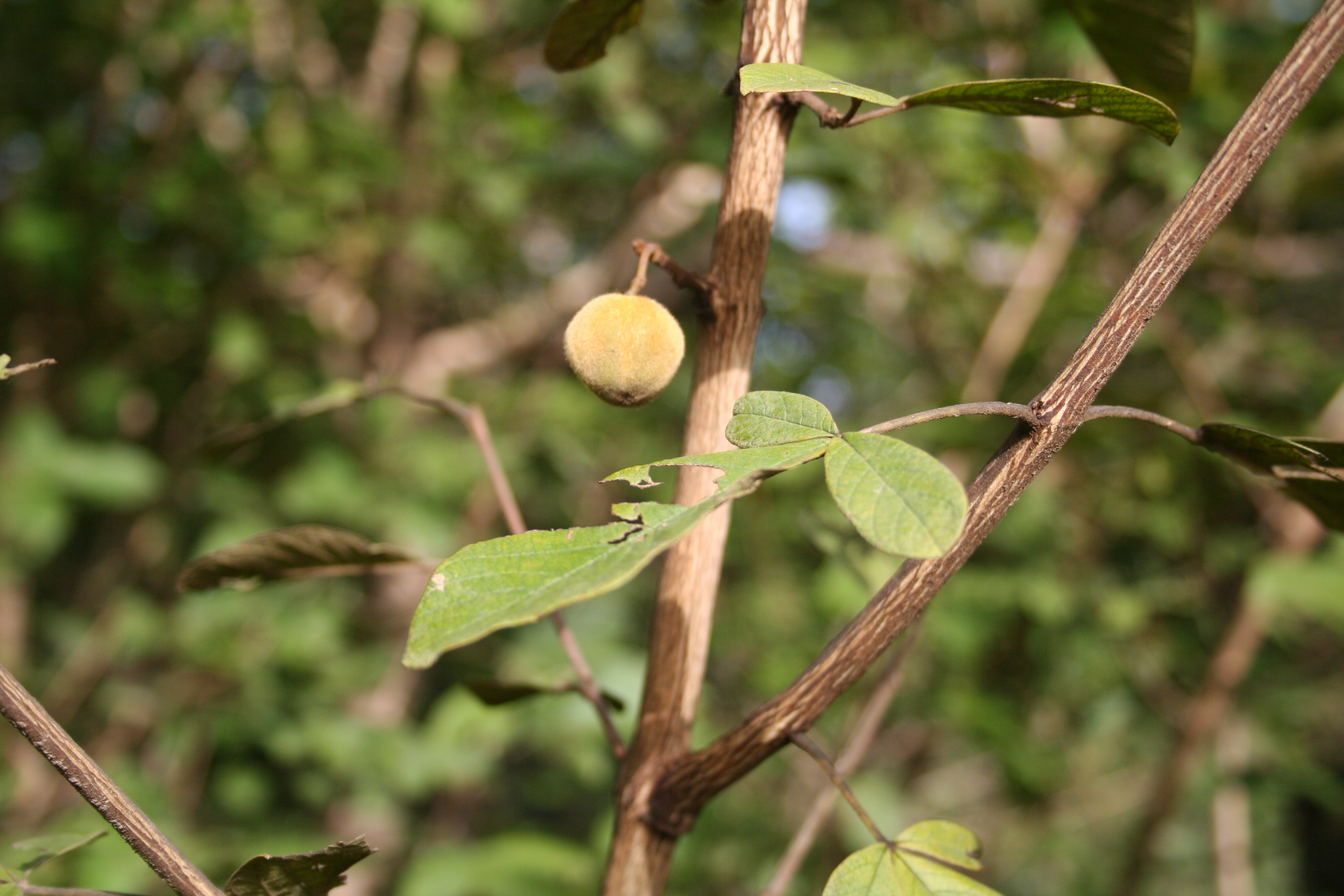
Vitex chrysocarpus, fructe și frunze toamna

- Vitex agnus-castus — Melărea, lemnul lui Avram
- Vitex altissima
- Vitex cannabifolia
- Vitex capitata
- Vitex chrysocarpus
- Vitex cofassus
- Vitex cymosa
- Vitex divaricata
- Vitex doniana
- Vitex gaumeri
- Vitex gigantea
- Vitex incisa
- Vitex keniensis
- Vitex leucoxylon
- Vitex lignum-vitae
- Vitex lindenii
- Vitex longisepala
- Vitex lucens
- Vitex megapotamica
- Vitex montevidensis
- Vitex negundo
- Vitex obovata
- Vitex orinocensis
- Vitex parviflora
- Vitex peduncularis
- Vitex pinnata
- Vitex quinata
- Vitex rotundifolia
- Vitex triflora
- Vitex trifolia
- Vitex zeyheri